# Capinota (stad)
Capinota (Quechua: Kapinuta) is een kleine stad in het departement Cochabamba, Bolivia. Het is de hoofdplaats van de gelijknamige gemeente, gelegen in de eveneens gelijknamige provincie. 
Bij de census van 2012 was ze naar aantal inwoners de 89ste stad van Bolivia. Het merendeel van de inwoners van de stad spreekt het Quechua als moedertaal.

## Bevolking
| Jaar | Populatie |
| ---- | --------- |
| 1992 | 3.955     |
| 2001 | 4.766     |
| 2012 | 5.264     |